# Az Amerikai Egyesült Államok az 1992. évi téli olimpiai játékokon
Az Amerikai Egyesült Államok a franciaországi Albertville-ben megrendezett 1992. évi téli olimpiai játékok egyik részt vevő nemzete volt. Az országot az olimpián 12 sportágban 147 sportoló képviselte, akik összesen 11 érmet szereztek.

## Érmesek
| Érem  | Versenyző                                                 | Sportág                    | Versenyszám                |
| ----- | --------------------------------------------------------- | -------------------------- | -------------------------- |
| Arany | Bonnie Blair                                              | Gyorskorcsolya             | Női 500 m                  |
| Arany | Bonnie Blair                                              | Gyorskorcsolya             | Női 1000 m                 |
| Arany | Kristi Yamaguchi                                          | Műkorcsolya                | Női egyéni                 |
| Arany | Cathy Turner                                              | Rövidpályás gyorskorcsolya | Női 500 m                  |
| Arany | Donna Weinbrecht                                          | Síakrobatika               | Női mogul                  |
| Ezüst | Hilary Lindh                                              | Alpesisí                   | Női lesiklás               |
| Ezüst | Diann Roffe                                               | Alpesisí                   | Női szuperóriás-műlesiklás |
| Ezüst | Paul Wylie                                                | Műkorcsolya                | Férfi egyéni               |
| Ezüst | Darcie Dohnal Amy Peterson Cathy Turner Nikki Ziegelmeyer | Rövidpályás gyorskorcsolya | Női 3000 m váltó           |
| Bronz | Nancy Kerrigan                                            | Műkorcsolya                | Női egyéni                 |
| Bronz | Nelson Carmichael                                         | Síakrobatika               | Férfi mogul                |

## Alpesisí
Férfi
| Versenyző           | Versenyszám            | 1. futam      | 1. futam      | 2. futam      | 2. futam      | Összesítés | Összesítés |
| Versenyző           | Versenyszám            | Idő           | Hely.         | Idő           | Hely.         | Idő        | Helyezés   |
| ------------------- | ---------------------- | ------------- | ------------- | ------------- | ------------- | ---------- | ---------- |
| Reggie Crist        | Lesiklás               |               |               |               |               | 1:54,54    | 28.        |
| Matt Grosjean       | Műlesiklás             | 53,79         | 14.           | 53,15         | 10.           | 1:46,94    | 10.        |
| Matt Grosjean       | Óriás-műlesiklás       | 1:07,76       | 27.           | nem ért célba | nem ért célba | kiesett    | kiesett    |
| A J Kitt            | Lesiklás               |               |               |               |               | 1:51,98    | 9.         |
| A J Kitt            | Szuperóriás-műlesiklás |               |               |               |               | 1:16,31    | 23.        |
| Joe Levins          | Műlesiklás             | nem ért célba | nem ért célba | kiesett       | kiesett       | kiesett    | kiesett    |
| Tommy Moe           | Lesiklás               |               |               |               |               | 1:53,40    | 20.        |
| Tommy Moe           | Szuperóriás-műlesiklás |               |               |               |               | 1:16,54    | 28.        |
| Jeff Olson          | Szuperóriás-műlesiklás |               |               |               |               | 1:15,06    | 13.        |
| Rob Parisien        | Óriás-műlesiklás       | 1:07,11       | 20.*          | 1:04,92       | 22.           | 2:12,03    | 20.        |
| Casey Puckett       | Műlesiklás             | nem ért célba | nem ért célba | kiesett       | kiesett       | kiesett    | kiesett    |
| Casey Puckett       | Óriás-műlesiklás       | 1:08,17       | 30.           | 1:05,08       | 24.           | 2:13,25    | 25.        |
| Christopher Puckett | Óriás-műlesiklás       | nem ért célba | nem ért célba | kiesett       | kiesett       | kiesett    | kiesett    |
| Kyle Rasmussen      | Lesiklás               |               |               |               |               | 1:52,71    | 16.        |
| Kyle Rasmussen      | Szuperóriás-műlesiklás |               |               |               |               | 1:15,58    | 17.        |
| Kyle Wieche         | Műlesiklás             | 55,42         | 29.           | 55,70         | 24.           | 1:51,12    | 23.        |

| Versenyző      | Versenyszám | Lesiklás | Lesiklás | Lesiklás | Műlesiklás    | Műlesiklás    | Műlesiklás | Műlesiklás | Műlesiklás | Műlesiklás | Műlesiklás | Összesítés | Összesítés |
| Versenyző      | Versenyszám | Lesiklás | Lesiklás | Lesiklás | 1. futam      | 1. futam      | 2. futam   | 2. futam   | Össz.      | Össz.      | Össz.      | Összesítés | Összesítés |
| Versenyző      | Versenyszám | Idő      | Pont     | Hely.    | Idő           | Hely.         | Idő        | Hely.      | Idő        | Pont       | Hely.      | Pont       | Helyezés   |
| -------------- | ----------- | -------- | -------- | -------- | ------------- | ------------- | ---------- | ---------- | ---------- | ---------- | ---------- | ---------- | ---------- |
| A J Kitt       | Összetett   | 1:46,29  | 13,46    | 10.      | nem indult    | nem indult    | kiesett    | kiesett    | kiesett    | kiesett    | kiesett    | kiesett    | kiesett    |
| Tommy Moe      | Összetett   | 1:47,19  | 22,63    | 20.      | 55,03         | 22.           | 56,56      | 21.        | 1:51,59    | 59,52      | 20.        | 82,15      | 18.        |
| Jeff Olson     | Összetett   | 1:48,29  | 33,84    | 28.      | nem ért célba | nem ért célba | kiesett    | kiesett    | kiesett    | kiesett    | kiesett    | kiesett    | kiesett    |
| Kyle Rasmussen | Összetett   | 1:46,30  | 13,56    | 11.      | 55,01         | 21.           | 55,45      | 18.        | 1:50,46    | 53,14      | 19.        | 66,70      | 16.        |

Női
| Versenyző          | Versenyszám            | 1. futam      | 1. futam      | 2. futam      | 2. futam      | Összesítés    | Összesítés    |
| Versenyző          | Versenyszám            | Idő           | Hely.         | Idő           | Hely.         | Idő           | Helyezés      |
| ------------------ | ---------------------- | ------------- | ------------- | ------------- | ------------- | ------------- | ------------- |
| Hilary Lindh       | Lesiklás               |               |               |               |               | 1:52,61       |               |
| Hilary Lindh       | Szuperóriás-műlesiklás |               |               |               |               | 1:25,37       | 17.           |
| Julie Parisien     | Műlesiklás             | 48,22         | 1.            | 45,18         | 8.            | 1:33,40       | 4.            |
| Julie Parisien     | Óriás-műlesiklás       | 1:06,90       | 5.            | 1:07,20       | 3.            | 2:14,10       | 5.            |
| Julie Parisien     | Szuperóriás-műlesiklás |               |               |               |               | kizárták      | kizárták      |
| Monique Pelletier  | Műlesiklás             | 50,38         | 22.           | 46,25         | 16.           | 1:36,63       | 18.           |
| Diann Roffe        | Óriás-műlesiklás       | 1:07,21       | 9.            | 1:06,50       | 2.            | 2:13,71       | *             |
| Diann Roffe        | Szuperóriás-műlesiklás |               |               |               |               | nem ért célba | nem ért célba |
| Krista Schmidinger | Lesiklás               |               |               |               |               | 1:54,59       | 12.           |
| Edie Thys          | Lesiklás               |               |               |               |               | 1:58,13       | 25.           |
| Edie Thys          | Óriás-műlesiklás       | 1:09,59       | 26.           | nem ért célba | nem ért célba | kiesett       | kiesett       |
| Eva Twardokens     | Műlesiklás             | nem ért célba | nem ért célba | kiesett       | kiesett       | kiesett       | kiesett       |
| Eva Twardokens     | Óriás-műlesiklás       | 1:07,03       | 6.            | 1:07,44       | 7.            | 2:14,47       | 7.            |
| Eva Twardokens     | Szuperóriás-műlesiklás |               |               |               |               | 1:24,19       | 8.            |
| Heidi Voelker      | Műlesiklás             | 50,92         | 25.*          | 46,77         | 20.           | 1:37,69       | 20.           |

| Versenyző          | Versenyszám | Lesiklás      | Lesiklás      | Lesiklás | Műlesiklás | Műlesiklás | Műlesiklás | Műlesiklás | Műlesiklás | Műlesiklás | Műlesiklás | Összesítés | Összesítés |
| Versenyző          | Versenyszám | Lesiklás      | Lesiklás      | Lesiklás | 1. futam   | 1. futam   | 2. futam   | 2. futam   | Össz.      | Össz.      | Össz.      | Összesítés | Összesítés |
| Versenyző          | Versenyszám | Idő           | Pont          | Hely.    | Idő        | Hely.      | Idő        | Hely.      | Idő        | Pont       | Hely.      | Pont       | Helyezés   |
| ------------------ | ----------- | ------------- | ------------- | -------- | ---------- | ---------- | ---------- | ---------- | ---------- | ---------- | ---------- | ---------- | ---------- |
| Kristin Krone      | Összetett   | nem ért célba | nem ért célba | kiesett  | kiesett    | kiesett    | kiesett    | kiesett    | kiesett    | kiesett    | kiesett    |            |            |
| Krista Schmidinger | Összetett   | 1:26,36       | 6,48          | 2.       | 37,66      | 23.        | 37,11      | 13.        | 1:14,77    | 45,08      | 14.        | 51,56      | 11.        |

* - egy másik versenyzővel azonos eredményt ért el

## Biatlon
Férfi
| Versenyző                                             | Versenyszám      | Lövőhiba | Időeredmény | Helyezés |
| ----------------------------------------------------- | ---------------- | -------- | ----------- | -------- |
| Duncan Douglas                                        | 10 km sprint     | 2        | 28:49,2     | 55.      |
| Duncan Douglas                                        | 20 km egyéni     | 6        | 1:04:17,5   | 59.      |
| Jon Engen                                             | 20 km egyéni     | 5        | 1:06:18,4   | 70.      |
| Curt Schreiner                                        | 10 km sprint     | 0        | 28:08,4     | 37.      |
| Curt Schreiner                                        | 20 km egyéni     | 3        | 1:03:34,2   | 51.      |
| Josh Thompson                                         | 10 km sprint     | 1        | 27:53,2     | 32.      |
| Josh Thompson                                         | 20 km egyéni     | 2        | 1:00:05,4   | 16.      |
| Erich Wilbrecht                                       | 10 km sprint     | 2        | 28:41,1     | 49.      |
| Jon Engen Duncan Douglas Josh Thompson Curt Schreiner | 4 × 7,5 km váltó | 1        | 1:30:44,0   | 13.      |

Női
| Versenyző                                      | Versenyszám      | Lövőhiba | Időeredmény | Helyezés |
| ---------------------------------------------- | ---------------- | -------- | ----------- | -------- |
| Patrice Anderson                               | 15 km egyéni     | 2        | 58:59,6     | 42.      |
| Nancy Bell-Johnstone                           | 7,5 km sprint    | 3        | 28:20,6     | 44.      |
| Nancy Bell-Johnstone                           | 15 km egyéni     | 5        | 57:55,2     | 34.      |
| Beth Coats                                     | 15 km egyéni     | 2        | 59:36,1     | 47.      |
| Joan Guetschow                                 | 7,5 km sprint    | 3        | 31:30,6     | 64.      |
| Mary Ostergren                                 | 7,5 km sprint    | 2        | 27:05,7     | 25.      |
| Joan Smith                                     | 7,5 km sprint    | 0        | 26:54,5     | 21.      |
| Joan Smith                                     | 15 km egyéni     | 5        | 1:01:15,2   | 55.      |
| Nancy Bell-Johnstone Joan Smith Mary Ostergren | 3 × 7,5 km váltó | 2        | 1:24:36,9   | 15.      |

## Bob
| Versenyző                                                    | Versenyszám | 1. futam | 1. futam | 2. futam | 2. futam | 3. futam | 3. futam | 4. futam | 4. futam | Összesítés | Összesítés |
| Versenyző                                                    | Versenyszám | Idő      | Hely.    | Idő      | Hely.    | Idő      | Hely.    | Idő      | Hely.    | Idő        | Helyezés   |
| ------------------------------------------------------------ | ----------- | -------- | -------- | -------- | -------- | -------- | -------- | -------- | -------- | ---------- | ---------- |
| Brian Shimer Herschel Walker                                 | Kettes      | 1:00,34  | 6.       | 1:01,27  | 10.      | 1:01,22  | 8.       | 1:01,12  | 4.       | 4:03,95    | 7.         |
| Brian Richardson Greg Harrell                                | Kettes      | 1:01,56  | 24.      | 1:02,15  | 26.      | 1:02,26  | 28.      | 1:02,20  | 22.      | 4:08,17    | 24.        |
| Randy Will Joe Sawyer Karlos Kirby Chris Coleman             | Négyes      | 58,57    | 10.      | 58,71    | 3.*      | 58,75    | 10.      | 58,89    | 8.**     | 3:54,92    | 9.         |
| Chuck Leonowiccz Bob Weissenfels Bryan Leturgez Jeff Woodard | Négyes      | 58,74    | 12.      | 58,99    | 13.*     | 58,56    | 2.       | 58,94    | 12.      | 3:55,23    | 11.        |

* - egy másik csapattal azonos eredményt ért el

** - két másik csapattal azonos eredményt ért el

## Északi összetett
| Versenyző                              | Versenyszám | Síugrás | Síugrás | Síugrás    | Sífutás       | Sífutás       | Összesítés | Összesítés |
| Versenyző                              | Versenyszám | Pont    | Hely.   | Időhátrány | Idő           | Hely.         | Idő        | Helyezés   |
| -------------------------------------- | ----------- | ------- | ------- | ---------- | ------------- | ------------- | ---------- | ---------- |
| Ryan Heckman                           | Egyéni      | 196,4   | 28.     | +3:34,0    | 50:07,9       | 37.           | 53:41,9    | 37.        |
| Joe Holland                            | Egyéni      | 206,3   | 15.     | +2:28,0    | nem ért célba | nem ért célba | kiesett    | kiesett    |
| Tim Tetreault                          | Egyéni      | 195,5   | 29.     | +3:40,0    | 51:09,6       | 41.           | 54:49,6    | 40.        |
| Todd Wilson                            | Egyéni      | 176,7   | 43.     | +5:45,4    | 48:36,7       | 34.           | 54:22,1    | 39.        |
| Joe Holland Tim Tetreault Ryan Heckman | Csapat      | 591,3   | 4.      | +4:29      | 1:28:15,8     | 10.           | 1:32:44,8  | 8.         |

## Gyorskorcsolya
Férfi
| Versenyző       | Versenyszám | Eredmény | Helyezés |
| --------------- | ----------- | -------- | -------- |
| Dave Besteman   | 1000 m      | 1:16,57  | 20.      |
| Dave Cruikshank | 500 m       | 38,28    | 22.      |
| Eric Flaim      | 1000 m      | 1:16,47  | 16.*     |
| Eric Flaim      | 1500 m      | 1:59,60  | 24.*     |
| Eric Flaim      | 5000 m      | 7:11,15  | 6.       |
| Mark Greenwald  | 5000 m      | 7:21,19  | 19.      |
| Mark Greenwald  | 10 000 m    | 15:03,02 | 24.      |
| Dan Jansen      | 500 m       | 37,46    | 4.       |
| Dan Jansen      | 1000 m      | 1:17,34  | 26.*     |
| Jeff Klaiber    | 10 000 m    | 15:13,65 | 27.      |
| Nate Mills      | 1500 m      | 2:01,54  | 35.      |
| Marty Pierce    | 500 m       | 38,15    | 19.      |
| Chris Shelley   | 1500 m      | 2:01,11  | 32.      |
| Nick Thometz    | 500 m       | 37,83    | 13.      |
| Nick Thometz    | 1000 m      | 1:16,19  | 15.      |
| Brian Wanek     | 1500 m      | 1:58,50  | 19.      |
| Brian Wanek     | 5000 m      | 7:13,35  | 12.      |
| Brian Wanek     | 10 000 m    | 14:51,34 | 22.      |

Női
| Versenyző        | Versenyszám | Eredmény | Helyezés |
| ---------------- | ----------- | -------- | -------- |
| Bonnie Blair     | 500 m       | 40,33    |          |
| Bonnie Blair     | 1000 m      | 1:21,90  |          |
| Bonnie Blair     | 1500 m      | 2:10,89  | 21.      |
| Peggy Clasen     | 500 m       | 41,95    | 22.      |
| Peggy Clasen     | 1000 m      | 1:25,31  | 29.      |
| Moira d’Andrea   | 1000 m      | 1:26,13  | 32.      |
| Mary Docter      | 1500 m      | 2:09,66  | 15.      |
| Mary Docter      | 3000 m      | 4:34,51  | 15.      |
| Mary Docter      | 5000 m      | 8:04,42  | 17.      |
| Michelle Kline   | 500 m       | 42,41    | 26.      |
| Michelle Kline   | 1000 m      | kizárták | kizárták |
| Michelle Kline   | 3000 m      | 4:45,65  | 25.      |
| Michelle Kline   | 5000 m      | 8:20,88  | 24.      |
| Tara Laszlo      | 1500 m      | 2:13,35  | 27.      |
| Tara Laszlo      | 5000 m      | 8:15,00  | 23.      |
| Kristen Talbot   | 500 m       | 41,77    | 17.      |
| Angela Zuckerman | 1500 m      | 2:13,21  | 26.      |
| Angela Zuckerman | 3000 m      | 4:41,88  | 22.      |

* - egy másik versenyzővel azonos eredményt ért el

## Jégkorong
| Amerikai férfi jégkorongcsapat-játékoskeret                                                                       | Amerikai férfi jégkorongcsapat-játékoskeret                                                                                   | Amerikai férfi jégkorongcsapat-játékoskeret                                            |
| --- | --- | -------------------------------------------------------------------------------------- |
| - Greg Brown - Clark Donatelli - Ted Donato - Ted Drury - David Emma - Scott Gordon - Guy Gosselin - Bret Hedican | - Steve Heinze - Sean Hill - Jim Johannson - Scott Lachance - Ray LeBlanc - Shawn McEachern - Marty McInnis - Moe Mantha, Jr. | - Joe Sacco - Tim Sweeney - Keith Tkachuk - Dave Tretowicz - C. J. Young - Scott Young |

### Eredmények
A csoport
| Csapat           | M | Gy | D | V | G+ | G– | Gk  | P |
| ---------------- | - | -- | - | - | -- | -- | --- | - |
| Egyesült Államok | 5 | 4  | 1 | 0 | 18 | 7  | +11 | 9 |
| Svédország       | 5 | 3  | 2 | 0 | 22 | 11 | +11 | 8 |
| Finnország       | 5 | 3  | 1 | 1 | 22 | 11 | +11 | 7 |
| Németország      | 5 | 2  | 0 | 3 | 11 | 12 | –1  | 4 |
| Olaszország      | 5 | 1  | 0 | 4 | 18 | 24 | –6  | 2 |
| Lengyelország    | 5 | 0  | 0 | 5 | 4  | 30 | –26 | 0 |

| 1992. február 9. | Egyesült Államok (USA) | 6 – 3 (2–1, 0–2, 4–0) | Olaszország | Méribel, Franciaország |

|  |  |  |  |  |
|  |  |  |  |  |
|  |  |  |  |  |
|  |  |  |  |  |

| 1992. február 11. | Egyesült Államok (USA) | 2 – 0 (0–0, 1–0, 1–0) | Németország | Méribel, Franciaország |

|  |  |  |  |  |
|  |  |  |  |  |
|  |  |  |  |  |
|  |  |  |  |  |

| 1992. február 13. | Egyesült Államok (USA) | 4 – 1 (1–0, 1–1, 2–0) | Finnország | Méribel, Franciaország |

|  |  |  |  |  |
|  |  |  |  |  |
|  |  |  |  |  |
|  |  |  |  |  |

| 1992. február 15. | Egyesült Államok (USA) | 3 – 0 (0–0, 2–0, 1–0) | Lengyelország | Méribel, Franciaország |

|  |  |  |  |  |
|  |  |  |  |  |
|  |  |  |  |  |
|  |  |  |  |  |

| 1992. február 17. | Egyesült Államok (USA) | 3 – 3 (1–0, 1–0, 1–3) | Svédország | Méribel, Franciaország |

|  |  |  |  |  |
|  |  |  |  |  |
|  |  |  |  |  |
|  |  |  |  |  |

Negyeddöntők
| 1992. február 18. | Franciaország (FRA) | 1 – 4 (1–0, 0–3, 0–1) | Egyesült Államok | Méribel, Franciaország |

|  |  |  |  |  |
|  |  |  |  |  |
|  |  |  |  |  |
|  |  |  |  |  |

Elődöntő
| 1992. február 21. | Egyesített Csapat (EUN) | 5 – 2 (2–0, 0–1, 3–0) | Egyesült Államok | Méribel, Franciaország |

|  |  |  |  |  |
|  |  |  |  |  |
|  |  |  |  |  |
|  |  |  |  |  |

Bronzmérkőzés
| 1992. február 22. | Csehszlovákia (TCH) | 6 – 1 (2–0, 1–0, 3–1) | Egyesült Államok | Méribel, Franciaország |

|  |  |  |  |  |
|  |  |  |  |  |
|  |  |  |  |  |
|  |  |  |  |  |

| Csapat           | Helyezés |
| ---------------- | -------- |
| Egyesült Államok | 4.       |

## Műkorcsolya
| Versenyző                   | Versenyszám  | Rövid program     | Rövid program | Rövid program | Kűr               | Kűr   | Kűr         | Összesítés         | Összesítés |
| Versenyző                   | Versenyszám  | Több. hely. száma | Hely.         | Hely. pont.   | Több. hely. száma | Hely. | Hely. pont. | Helyezési pontszám | Helyezés   |
| --------------------------- | ------------ | ----------------- | ------------- | ------------- | ----------------- | ----- | ----------- | ------------------ | ---------- |
| Paul Wylie                  | Férfi egyéni | 5×3+              | 3.            | 1,5           | 5×2+              | 2.    | 2,0         | 3,5                |            |
| Christopher Bowman          | Férfi egyéni | 6×7+              | 7.            | 3,5           | 7×5+              | 4.    | 4,0         | 7,5                | 4.         |
| Todd Eldredge               | Férfi egyéni | 5×9+              | 9.            | 4,5           | 7×12+             | 11.   | 11,0        | 15,5               | 10.        |
| Kristi Yamaguchi            | Női egyéni   | 9×1+              | 1.            | 0,5           | 7×1+              | 1.    | 1,0         | 1,5                |            |
| Nancy Kerrigan              | Női egyéni   | 8×2+              | 2.            | 1,0           | 6×3+              | 3.    | 3,0         | 4,0                |            |
| Tonya Harding               | Női egyéni   | 7×6+              | 6.            | 3,0           | 5×5+              | 4.    | 4,0         | 7,0                | 4.         |
| Natasha Kuchiki Todd Sand   | Páros        | 6×6+              | 6.            | 3,0           | 6×7+              | 6.    | 6,0         | 9,0                | 6.         |
| Calla Urbanski Rocky Marval | Páros        | 6×7+              | 7.            | 3,5           | 7×11+             | 11.   | 11,0        | 14,5               | 10.        |
| Jenni Meno Scott Wendland   | Páros        | 5×11+             | 12.           | 6,0           | 7×9+              | 9.    | 9,0         | 15,0               | 11.        |

| Versenyző                          | Versenyszám | Kötelező tánc 1   | Kötelező tánc 1 | Kötelező tánc 1 | Kötelező tánc 2   | Kötelező tánc 2 | Kötelező tánc 2 | Eredeti (original) tánc | Eredeti (original) tánc | Eredeti (original) tánc | Kűr               | Kűr   | Kűr         | Összesítés         | Összesítés |
| Versenyző                          | Versenyszám | Több. hely. száma | Hely.           | Hely. pont.     | Több. hely. száma | Hely.           | Hely. pont.     | Több. hely. száma       | Hely.                   | Hely. pont.             | Több. hely. száma | Hely. | Hely. pont. | Helyezési pontszám | Helyezés   |
| ---------------------------------- | ----------- | ----------------- | --------------- | --------------- | ----------------- | --------------- | --------------- | ----------------------- | ----------------------- | ----------------------- | ----------------- | ----- | ----------- | ------------------ | ---------- |
| April Sargent-Thomas Russ Witherby | Jégtánc     | 6×10+             | 10.             | 2,0             | 6×10+             | 10.             | 2,0             | 7×11+                   | 11.                     | 6,6                     | 7×12+             | 11.   | 11,0        | 21,6               | 11.        |
| Rachel Mayer Peter Breen           | Jégtánc     | 6×14+             | 14.             | 2,8             | 5×14+             | 14.             | 2,8             | 5×14+                   | 14.                     | 8,4                     | 6×15+             | 15.   | 15,0        | 29,0               | 15.        |

## Rövidpályás gyorskorcsolya
Férfi
| Versenyző  | Versenyszám | Előfutam | Előfutam | Negyeddöntő | Negyeddöntő | Elődöntő | Elődöntő | B döntő | B döntő | Döntő   | Döntő   | Helyezés |
| Versenyző  | Versenyszám | Idő      | Hely.    | Idő         | Hely.       | Idő      | Hely.    | Idő     | Hely.   | Idő     | Hely.   | Helyezés |
| ---------- | ----------- | -------- | -------- | ----------- | ----------- | -------- | -------- | ------- | ------- | ------- | ------- | -------- |
| Andy Gabel | 1000 m      | kizárták | kizárták | kiesett     | kiesett     | kiesett  | kiesett  | kiesett | kiesett | kiesett | kiesett | kiesett  |

Női
| Versenyző                                                 | Versenyszám  | Előfutam | Előfutam | Negyeddöntő | Negyeddöntő | Elődöntő | Elődöntő | B döntő | B döntő | Döntő   | Döntő   | Helyezés |
| Versenyző                                                 | Versenyszám  | Idő      | Hely.    | Idő         | Hely.       | Idő      | Hely.    | Idő     | Hely.   | Idő     | Hely.   | Helyezés |
| --------------------------------------------------------- | ------------ | -------- | -------- | ----------- | ----------- | -------- | -------- | ------- | ------- | ------- | ------- | -------- |
| Amy Peterson                                              | 500 m        | 51,05    | 3.       | kiesett     | kiesett     | kiesett  | kiesett  | kiesett | kiesett | kiesett | kiesett | 21.      |
| Cathy Turner                                              | 500 m        | 47,69    | 1.       | 48,51       | 1.          | 47,41    | 1.       |         |         | 47,04   | 1.      |          |
| Darcie Dohnal Amy Peterson Cathy Turner Nikki Ziegelmeyer | 3000 m váltó |          |          |             |             | 4:42,56  | 2.       |         |         | 4:37,85 | 2.      |          |

## Síakrobatika
Mogul
| Versenyző         | Versenyszám | Selejtező | Selejtező | Döntő   | Döntő    |
| Versenyző         | Versenyszám | Pont      | Helyezés  | Pont    | Helyezés |
| ----------------- | ----------- | --------- | --------- | ------- | -------- |
| Bob Aldighieri    | Férfi       | 20,61     | 23.       | kiesett | kiesett  |
| Nelson Carmichael | Férfi       | 23,90     | 4.        | 24,82   |          |
| Chuck Martin      | Férfi       | 22,59     | 14.       | 20,77   | 15.      |
| Craig Rodman      | Férfi       | 22,25     | 16.       | 21,18   | 13.      |
| Ann Battelle      | Női         | 14,51     | 21.       | kiesett | kiesett  |
| Maggie Connor     | Női         | 13,95     | 22.       | kiesett | kiesett  |
| Liz McIntyre      | Női         | 22,60     | 4.        | 21,24   | 6.       |
| Donna Weinbrecht  | Női         | 23,48     | 2.        | 23,69   |          |

## Sífutás
Férfi
| Versenyző                                            | Versenyszám         | Eredmény  | Helyezés |
| ---------------------------------------------------- | ------------------- | --------- | -------- |
| John Aalberg                                         | 10 km               | 29:47,6   | 18.      |
| John Aalberg                                         | 15 km üldözőverseny | 42:19,2   | 26.      |
| John Aalberg                                         | 50 km               | 2:15:33,5 | 33.      |
| John Bauer                                           | 10 km               | 29:58,0   | 23.      |
| John Bauer                                           | 15 km üldözőverseny | 43:01,7   | 32.      |
| Luke Bodensteiner                                    | 30 km               | 1:28:45,7 | 27.      |
| Luke Bodensteiner                                    | 50 km               | 2:18:42,4 | 43.      |
| John Callahan                                        | 30 km               | 1:32:07,9 | 49.      |
| James Curran                                         | 50 km               | 2:26:17,0 | 56.      |
| John Farra                                           | 10 km               | 32:06,0   | 60.      |
| John Farra                                           | 15 km üldözőverseny | 44:54,3   | 49.      |
| Ben Husaby                                           | 10 km               | 30:06,0   | 26.      |
| Ben Husaby                                           | 15 km üldözőverseny | 44:41,1   | 46.      |
| Bill Koch                                            | 30 km               | 1:30:41,6 | 42.      |
| Pete Vordenberg                                      | 30 km               | 1:32:24,7 | 51.      |
| Pete Vordenberg                                      | 50 km               | 2:26:25,8 | 57.      |
| John Aalberg Ben Husaby John Bauer Luke Bodensteiner | 4 × 10 km váltó     | 1:48:15,8 | 12.      |

Női
| Versenyző                                                     | Versenyszám         | Eredmény  | Helyezés |
| ------------------------------------------------------------- | ------------------- | --------- | -------- |
| Ingrid Butts                                                  | 5 km                | 16:07,9   | 47.      |
| Ingrid Butts                                                  | 10 km üldözőverseny | 31:59,7   | 48.      |
| Dorcas Wonsavage                                              | 15 km               | 50:00,5   | 44.      |
| Dorcas Wonsavage                                              | 30 km               | 1:36:39,8 | 45.      |
| Nancy Fiddler                                                 | 5 km                | 15:19,2   | 25.      |
| Nancy Fiddler                                                 | 10 km üldözőverseny | 29:24,9   | 29.      |
| Nancy Fiddler                                                 | 15 km               | 46:42,4   | 27.      |
| Nancy Fiddler                                                 | 30 km               | 1:33:02,5 | 29.      |
| Sue Forbes                                                    | 15 km               | 49:42,7   | 41.      |
| Nina Kemppel                                                  | 5 km                | 17:12,9   | 56.      |
| Nina Kemppel                                                  | 10 km üldözőverseny | 33:56,7   | 52.      |
| Leslie Thompson                                               | 5 km                | 16:27,8   | 52.      |
| Leslie Thompson                                               | 10 km üldözőverseny | 31:05,1   | 41.      |
| Brenda White                                                  | 15 km               | 48:06,0   | 36.      |
| Brenda White                                                  | 30 km               | 1:37:54,0 | 49.      |
| Elizabeth Youngman                                            | 30 km               | 1:36:12,1 | 43.      |
| Nancy Fiddler Ingrid Butts Leslie Thompson Elizabeth Youngman | 4 × 5 km váltó      | 1:04:48,5 | 13.      |

## Síugrás
| Versenyző                                        | Versenyszám | 1. ugrás | 1. ugrás | 2. ugrás | 2. ugrás | Összesítés | Összesítés |
| Versenyző                                        | Versenyszám | Pont     | Hely.    | Pont     | Hely.    | Pont       | Helyezés   |
| ------------------------------------------------ | ----------- | -------- | -------- | -------- | -------- | ---------- | ---------- |
| Jim Holland                                      | Normálsánc  | 104,5    | 13.      | 96,6     | 22.      | 201,1      | 13.        |
| Jim Holland                                      | Nagysánc    | 90,0     | 15.      | 85,1     | 13.      | 175,1      | 12.        |
| Bob Holme                                        | Normálsánc  | 83,7     | 53.      | 87,6     | 46.*     | 171,3      | 51.        |
| Bob Holme                                        | Nagysánc    | 71,1     | 38.      | 66,0     | 37.      | 137,1      | 36.*       |
| Ted Langlois                                     | Normálsánc  | 91,5     | 38.**    | 97,3     | 21.      | 188,8      | 28.**      |
| Ted Langlois                                     | Nagysánc    | 57,2     | 50.      | 61,2     | 43.      | 118,4      | 48.        |
| Bryan Sanders                                    | Normálsánc  | 99,1     | 21.      | 85,7     | 48.      | 184,8      | 38.        |
| Bryan Sanders                                    | Nagysánc    | 61,2     | 47.      | 75,9     | 24.      | 137,1      | 36.*       |
| Jim Holland Ted Langlois Bryan Sanders Bob Holme | Csapat      | 247,2    | 13.      | 235,2    | 12.      | 482,4      | 12.        |

* - egy másik versenyzővel azonos eredményt ért el

** - két másik versenyzővel azonos eredményt ért el

## Szánkó
| Versenyző                  | Versenyszám | 1. futam | 1. futam | 2. futam | 2. futam | 3. futam | 3. futam | 4. futam | 4. futam | Összesítés | Összesítés |
| Versenyző                  | Versenyszám | Idő      | Hely.    | Idő      | Hely.    | Idő      | Hely.    | Idő      | Hely.    | Idő        | Helyezés   |
| -------------------------- | ----------- | -------- | -------- | -------- | -------- | -------- | -------- | -------- | -------- | ---------- | ---------- |
| Duncan Kennedy             | Férfi egyes | 45,553   | 6.       | 45,849   | 12.      | 46,258   | 8.       | 46,192   | 12.      | 3:03,852   | 10.        |
| Robert Pipkins             | Férfi egyes | 47,996   | 32.      | 45,878   | 14.      | 46,601   | 15.      | 46,424   | 14.      | 3:06,899   | 21.        |
| Wendel Suckow              | Férfi egyes | 45,838   | 13.      | 45,874   | 13.      | 46,416   | 12.      | 46,067   | 7.       | 3:04,195   | 12.        |
| Cammy Myler                | Női egyes   | 46,974   | 5.       | 47,049   | 6.       | 46,962   | 6.       | 46,988   | 8.       | 3:07,973   | 5.         |
| Erica Terwillegar          | Női egyes   | 47,094   | 8.       | 47,124   | 8.       | 47,210   | 9.       | 47,119   | 14.      | 3:08,547   | 9.         |
| Bonny Warner               | Női egyes   | 47,493   | 18.      | 47,385   | 16.      | 47,513   | 17.      | 47,366   | 18.      | 3:09,757   | 18.        |
| Wendel Suckow Bill Tavares | Kettes      | 46,787   | 9.       | 46,664   | 7.       |          |          |          |          | 1:33,451   | 9.         |
| Chris Thorpe Gordy Sheer   | Kettes      | 46,980   | 12.      | 47,062   | 12.      |          |          |          |          | 1:34,042   | 12.        |